# Калипса
Калипса (грч. Καλυψώ, лат. Calypso) кћерка је титана Атланта или Океана, нимфа на острву Огигеји.

## Митологија
Острво Огигија се налазило на непознатом месту и у незнаном мору, и први човек који се на то острво искрцао био је итачки краљ Одисеј, када се после пада Троје враћао кући. Калипса је Одисеја пријатељски дочекала, а када се мало боље упознала са њим, предложила му је да јој буде муж. Обећала му је бесмртност, највећу чежњу смртника, окружила га је са раскоши на ком су му и богови могли позавидети, а све време га је заводила својом божанском лепотом и моћима чаробнице.
Седам година је Одисеј провео на острву Огигији, али поред Калипса он није био срећан - све време је чезнуо за повратком на Итаку. Након седам година богови су се сажалили на Одисеја, и по гласнику Хермесу, Зевс нареди да Калипса ослободи и пусти Одисеја.
Хомер, Калипси приписује оца Атланта, а по Хезиоду Калипсин отац је Океан, а мајка Тетија.